# (300142) 2006 VW61
(300142) 2006 VW61 es un asteroide perteneciente al cinturón de asteroides descubierto el 11 de noviembre de 2006 por el equipo del Spacewatch desde el Observatorio Nacional de Kitt Peak, Arizona, Estados Unidos.

## Designación y nombre
Designado provisionalmente como 2006 VW61.

## Características orbitales
2006 VW61 está situado a una distancia media del Sol de 3,057 ua, pudiendo alejarse hasta 3,132 ua y acercarse hasta 2,982 ua. Su excentricidad es 0,024 y la inclinación orbital 10,35 grados. Emplea 1952,40 días en completar una órbita alrededor del Sol.

## Características físicas
La magnitud absoluta de 2006 VW61 es 15,6. 